# Élections sénatoriales de 2011 dans le Pas-de-Calais
Les élections sénatoriales dans le Pas-de-Calais ont lieu le dimanche 25 septembre 2011. Elles ont pour but d'élire les sénateurs représentant le département au Sénat pour un mandat de six années.

## Contexte départemental
Lors des élections sénatoriales de 2001 dans le Pas-de-Calais, 7 sénateurs ont été élus selon un mode de scrutin proportionnel : 3 du PS, 3 de la liste de rassemblement de la droite et un du PCF.
Depuis, tous les effectifs du collège électoral des grands électeurs ont été renouvelés, avec les élections législatives françaises de 2007, les élections régionales françaises de 2010, les élections cantonales de 2008 et 2011 et les élections municipales françaises de 2008.

### Députés
Les députés du Pas-de-Calais votant en tant que grands électeurs restent 14, leur nombre restant inchangé entre les différentes élections. En 2001, les députés élus en 1997 avaient voté, le collège était alors composé, en comptant la législative partielle de la Troisième circonscription du Pas-de-Calais en 2000, de 12 députés PS, 1 député PRG et 1 député UDF.
Depuis les élections législatives françaises de 2007, il y a désormais 12 députés PS (=) et 2 députés UMP (+1).

### Conseillers régionaux
Les conseillers régionaux sont pour leur part, grands électeurs lors des élections sénatoriales.
En 2001, les 41 conseillers régionaux du Pas-de-Calais votants étaient ceux élus lors des élections régionales françaises de 1998. Parmi eux se trouvaient alors 12 élus PS, 6 UDF, 5 FN, 5 RPR, 4 PCF, 3 LO, 3 Verts, 2 CPNT et 1 MDC. Ainsi, il y avait 20 élus de gauche (13 de gauche, 4 communistes et 3 écologistes), 13 de droite, 5 d'extrême-droite et 3 d'extrême-gauche.
Pour ces élections de 2011, 44 (+3) conseillers régionaux sont appelés à voter, parmi eux, 17 PS (+5), 8 FN (+3), 5 UMP (=), 4 PCF (=), 4 EÉLV (+1), 2 NC (+2), 1 MEI (+1), 1 MRC (=), 1 PG (+1) et 1 PRG (+1), soit 29 élus de gauche (+9) (19 de gauche (+6), 5 écologistes (+2) et 5 du Front de gauche (+1)), 8 élus d'extrême-droite (+3) et 7 élus de droite (-6).

### Conseillers généraux
Concernant les conseillers généraux, tous les cantons ont été soumis au renouvellement.

### Maires
Les communes ont également été renouvelées depuis 2001 lors des élections municipales françaises de 2008. Dans le Pas-de-Calais, cela s'est traduit par des confirmations et des alternances:

#### Communes n'ayant pas changé de majorité
- Restées au PS : Achicourt, Annay, Arques, Barlin, Beuvry, Blendecques, Boulogne-sur-Mer, Bully-les-Mines, Carvin, Courcelles-lès-Lens, Courrières, Dainville, Desvres, Fouquières-lez-Lens, Guînes, Hénin-Beaumont, Isbergues, Leforest, Lens, Libercourt, Liévin, Loison-sous-Lens, Longuenesse, Marck, Montigny-en-Gohelle, Nœux-les-Mines, Noyelles-sous-Lens, Oignies, Outreau, Sains-en-Gohelle, Saint-Laurent-Blangy, Saint-Martin-Boulogne, Saint-Nicolas, Vendin-le-Vieil, Wingles.
- Restées au PCF: Avion, Billy-Montigny, Calonne-Ricouart, Divion, Grenay, Houdain, Lillers, Marles-les-Mines, Méricourt, Rouvroy, Saint-Étienne-au-Mont, Sallaumines.
- Restées aux DVD: Auchel, Coulogne, Le Portel, Mazingarbe, Wimereux.
- Restées au MoDem: Arras, Noyelles-Godault.
- Restées à EELV: Loos-en-Gohelle.
- Restées à l'UMP: Le Touquet-Paris-Plage.

#### Communes ayant changé de majorité
- Basculent au profit du PS : Aire-sur-la-Lys, Annezin, Dourges, Douvrin, Harnes, Saint-Omer.
- Basculent au profit de l'UMP: Calais, Saint-Pol-sur-Ternoise.
- Basculent au profit du PRG: Béthune, Haillicourt.

## Sénateurs sortants
| Sénateur | Sénateur                                              | Parti | Groupe | Fonctions lors de l'élection en 2001 |
| -------- | ----------------------------------------------------- | ----- | ------ | ------------------------------------ |
|          | Jean-Claude Danglot remplaçant de Maryse Roger-Coupin | PCF   | CRC    |                                      |
|          | Daniel Percheron                                      | PS    | SOC    | Président du conseil régional        |
|          | Michèle San Vicente-Baudrin                           | PS    | SOC    | Maire d'Annay                        |
|          | Michel Sergent                                        | PS    | SOC    | Conseiller municipal de Desvres      |
|          | Jean-Marie Vanlerenberghe                             | MoDem | UCR    | Maire d'Arras                        |
|          | Brigitte Bout                                         | UMP   | UMP    | Conseillère municipale de Fleurbaix  |
|          | Françoise Henneron                                    | UMP   | UMP    | Conseillère municipale de Roquetoire |

## Rappel des résultats de 2001
| Tête de liste  | Tête de liste        | Liste          | Voix  | %      | Sièges |
| -------------- | -------------------- | -------------- | ----- | ------ | ------ |
|                | Michel Sergent       | PS             | 1 469 | 37,86  | 3      |
|                | Jean-Paul Delevoye   | RPR-UDF-DL     | 1 234 | 31,80  | 3      |
|                | Yves Coquelle        | PCF            | 614   | 15,82  | 1      |
|                | Jean-Marie Alexandre | MDC            | 274   | 7,06   |        |
|                | Jean Urbaniak        | UDF            | 143   | 3,69   |        |
|                | Max Papyle           | Verts          | 59    | 1,52   |        |
|                | Dominique Wailly     | LO             | 25    | 0,64   |        |
|                | Jacques Fourny       | MNR            | 23    | 0,59   |        |
|                | Eric Iorio           | FN             | 21    | 0,54   |        |
|                | Bernard Langlois     | UCF            | 18    | 0,46   |        |
|                |                      |                |       |        |        |
| Inscrits       | Inscrits             | Inscrits       | 3 930 | 100,00 |        |
| Abstentions    | Abstentions          | Abstentions    | 22    | 0,56   |        |
| Votants        | Votants              | Votants        | 3 908 | 99,44  |        |
| Blancs et nuls | Blancs et nuls       | Blancs et nuls | 28    | 0,71   |        |
| Exprimés       | Exprimés             | Exprimés       | 3 880 | 98,73  |        |

## Présentation des listes et des candidats
Les nouveaux représentants sont élus pour une législature de 6 ans au suffrage universel indirect par les 3880 grands électeurs du département, 40 des 3920 mandats de délégués n'ayant pas été pourvus. Dans le Pas-de-Calais, les sénateurs sont élus au scrutin proportionnel plurinominal. Leur nombre reste inchangé, 7 sénateurs sont à élire et 9 candidats doivent être présentés sur la liste pour qu'elle soit validée. Chaque liste de candidats est obligatoirement paritaire et alterne entre les hommes et les femmes. 9 listes ont été déposées dans le département. Elles sont présentées ici dans l'ordre de leur dépôt à la préfecture et comportent l'intitulé figurant aux dossiers de candidature.

### Parti socialiste - Mouvement républicain et citoyen - Parti radical de gauche
| N° | Candidats | Candidats          | Parti | Mandats                                            |
| -- | --------- | ------------------ | ----- | -------------------------------------------------- |
| 01 |           | Daniel Percheron   | PS    | Sénateur sortant, président du conseil régional    |
| 02 |           | Catherine Génisson | PS    | Députée, conseillère régionale                     |
| 03 |           | Jean-Claude Leroy  | PS    | Député, conseiller général                         |
| 04 |           | Odette Duriez      | PS    | Députée, conseillère générale, maire de Cambrin    |
| 05 |           | Hervé Poher        | PS    | Conseiller général                                 |
| 06 |           | Sabine Van Heghe   | MRC   | Conseillère générale, adjointe au maire de Dourges |
| 07 |           | Dominique Dupilet  | PS    | Président du conseil général                       |
| 08 |           | Katy Clément       | PS    | Adjointe au maire de Sains-en-Gohelle              |
| 09 |           | Jean-Marie Roussel | PS    | Maire d'Hesdin                                     |

### Front national
| N° | Candidats | Candidats               | Parti | Mandats                                               |
| -- | --------- | ----------------------- | ----- | ----------------------------------------------------- |
| 01 |           | Olivier Delbé           | FN    | Conseiller régional, conseiller municipal de Lisbourg |
| 02 |           | Françoise Vernalde      | FN    | Conseillère régionale                                 |
| 03 |           | Jean-Pierre d'Hollander | FN    | Adjoint au maire de Gouy-en-Artois                    |
| 04 |           | Monique Sgard           | FN    | Conseillère régionale                                 |
| 05 |           | Bruno Bilde             | FN    | Conseiller régional                                   |
| 06 |           | Claudine Chaussois      | FN    | Conseillère municipale d'Oignies                      |
| 07 |           | Freddy Baudrin          | FN    | Conseiller régional                                   |
| 08 |           | Évelyne Geronnez        | FN    |                                                       |
| 09 |           | Laurent Brice           | FN    | Conseiller municipal d'Hénin-Beaumont                 |

### Union pour un mouvement populaire - MoDem
| N° | Candidats | Candidats                 | Parti | Mandats                                                  |
| -- | --------- | ------------------------- | ----- | -------------------------------------------------------- |
| 01 |           | Jean-Marie Vanlerenberghe | MoDem | Sénateur sortant, maire d'Arras                          |
| 02 |           | Natacha Bouchart          | UMP   | Conseillère régionale, maire de Calais                   |
| 03 |           | Jean-François Rapin       | UMP   | Conseiller régional, maire de Merlimont                  |
| 04 |           | Françoise Henneron        | UMP   | Sénatrice sortante, conseillère municipale de Roquetoire |
| 05 |           | Michel Petit              | UMP   | Conseiller général, maire de Berles-au-Bois              |
| 06 |           | Catherine Hébrard         | UMP   | Adjointe au maire du Portel                              |
| 07 |           | Benoît Delbecque          | UMP   | Adjoint au maire de Saint-Venant                         |
| 08 |           | Sophie Gauthy             | UMP   | Conseillère municipale de Lens                           |
| 09 |           | Jean-Luc Fay              | UMP   | Maire de Bonnières                                       |

### Parti de la France - Nouvelle droite populaire - Mouvement national républicain
| N° | Candidats | Candidats                 | Parti | Mandats                          |
| -- | --------- | ------------------------- | ----- | -------------------------------- |
| 01 |           | Monique Delevallet        | PDF   |                                  |
| 02 |           | Yves Darchicourt          | NDP   |                                  |
| 03 |           | Mélanie Disdier           | PDF   | Conseillère municipale de Caudry |
| 04 |           | André Dedourges           | PDF   |                                  |
| 05 |           | Anne-Sophie Dubart        | PDF   |                                  |
| 06 |           | Jean-Pierre Kleinpeter    | PDF   | Conseiller municipal d'Harnes    |
| 07 |           | Brigitte Wysocki          | PDF   |                                  |
| 08 |           | Vincent Pollet            | PDF   |                                  |
| 09 |           | Monique Debaenst Audegond | PDF   |                                  |

### Parti communiste
| N° | Candidats | Candidats            | Parti | Mandats                                                           |
| -- | --------- | -------------------- | ----- | ----------------------------------------------------------------- |
| 01 |           | Dominique Watrin     | PCF   | Conseiller général, adjoint au maire de Rouvroy                   |
| 02 |           | Brigitte Passebosc   | PCF   | Conseillère régionale, adjointe au maire de Saint-Étienne-au-Mont |
| 03 |           | René Hocq            | PCF   | Conseiller général, maire de Burbure                              |
| 04 |           | Danièle Seux         | PCF   | Maire de Divion                                                   |
| 05 |           | Martial Stienne      | PCF   | Conseiller général du canton de Vitry-en-Artois                   |
| 06 |           | Nathalie Jakobczyk   | PCF   |                                                                   |
| 07 |           | Christian Champiré   | PCF   | Maire de Grenay                                                   |
| 08 |           | Cathy Poly-Apourceau | PCF   | Conseillère régionale                                             |
| 09 |           | Jean Lecomte         | PCF   | Maire de Beaurainville                                            |

### CNIP - Debout la République - Divers droite
| N° | Candidats | Candidats         | Parti | Mandats                         |
| -- | --------- | ----------------- | ----- | ------------------------------- |
| 01 |           | François Dubout   | CNIP  |                                 |
| 02 |           | Véronique Loir    | DLR   | Conseillère municipale d'Arras  |
| 03 |           | Daniel Mouton     | DLR   |                                 |
| 04 |           | Danièle Merlin    | DVD   |                                 |
| 05 |           | Jean Delaine      | DVD   |                                 |
| 06 |           | Myriam de Prémont | DVD   |                                 |
| 07 |           | Pascal Duquesne   | DVD   |                                 |
| 08 |           | Brigitte Menin    | DVD   |                                 |
| 09 |           | Jean-Luc Marcotte | DVD   | Conseiller municipal de Courset |

### L'Alliance républicaine, écologiste et sociale
| N° | Candidats | Candidats          | Parti | Mandats                                 |
| -- | --------- | ------------------ | ----- | --------------------------------------- |
| 01 |           | Jean-Pierre Pont   | NC    | Maire de Neufchâtel-Hardelot            |
| 02 |           | Myriam Wonterghem  | DVD   |                                         |
| 03 |           | Arnaud Guislain    | DVD   |                                         |
| 04 |           | Nicole Martinache  | DVD   | Conseillère municipale d'Audruicq       |
| 05 |           | Hervé Morcrette    | NC    |                                         |
| 06 |           | Karine Grégoire    | DVD   |                                         |
| 07 |           | Daniel Fauquet     | NC    | Adjoint au maire de Neufchâtel-Hardelot |
| 08 |           | Brigitte Ternisien | DVD   | Conseillère municipale de Lacres        |
| 09 |           | Michel Gobert      | DVD   | Maire-adjoint d'Étaples                 |

### Europe Écologie Les Verts
| N° | Candidats | Candidats             | Parti | Mandats                                       |
| -- | --------- | --------------------- | ----- | --------------------------------------------- |
| 01 |           | Marc Boulnois         | EELV  | Maire de Norrent-Fontes                       |
| 02 |           | Anne Ecuyer           | EELV  | Conseillère municipale de Béthune             |
| 03 |           | Géry Coulon           | EELV  | Maire de Fampoux                              |
| 04 |           | Catherine Bourgeois   | EELV  | Conseillère régionale                         |
| 05 |           | Jean-Bernard Becquart | EELV  | Adjoint au maire de Lugy                      |
| 06 |           | Sylviane Dupont       | EELV  |                                               |
| 07 |           | Denis Buhagiar        | EELV  | Conseiller municipal de Wimereux              |
| 08 |           | Hélène Flautre        | EELV  | Députée européenne                            |
| 09 |           | Jean-François Caron   | EELV  | Conseiller régional, maire de Loos-en-Gohelle |

### Parti socialiste (dissidente)
| N° | Candidats | Candidats         | Parti | Mandats                                           |
| -- | --------- | ----------------- | ----- | ------------------------------------------------- |
| 01 |           | Michel Sergent    | PS    | Sénateur sortant, conseiller municipal de Desvres |
| 02 |           | Marie-José Dubois | PS    | Maire de Buire-au-Bois                            |
| 03 |           | Joël Duquenoy     | PS    | Maire d'Arques                                    |
| 04 |           | Chantal Levray    | PS    | Adjointe au maire de Longuenesse                  |
| 05 |           | Georges Monchy    | PS    |                                                   |
| 06 |           | Évelyne Durot     | PS    | Conseillère municipale de Doudeauville            |
| 07 |           | David Flahaut     | PS    | Maire de Senlecques                               |
| 08 |           | Yolaine Obéin     | PS    | Adjointe au maire d'Arques                        |
| 09 |           | Gérard Debove     | PS    | Adjoint au maire de Desvres                       |

## Résultats
| Tête de liste | Tête de liste             | Liste                                               | Voix  | %     | Elus |  |
| --- | ------------------------- | --------------------------------------------------- | ----- | ----- | ---- |  |
| | Daniel Percheron          | Parti socialiste (MRC)                              | 1 775 | 46,16 | 4    |  |
| Ensemble pour respecter, protéger et développer toutes nos communes du Pas-de-Calais                                      |                           |                                                     | 1 775 | 46,16 | 4    |  |
| | Jean-Marie Vanlerenberghe | Majorité présidentielle - Mouvement démocrate (UMP) | 954   | 24,81 | 2    |  |
| Unis pour le Pas-de-Calais, la liste de la majorité sénatoriale                                                           |                           |                                                     | 954   | 24,81 | 2    |  |
| | Dominique Watrin          | Parti communiste français                           | 435   | 11,31 | 1    |  |
| L'humain d'abord, une voix différente au Sénat, liste de rassemblement de la gauche communiste, républicaine et citoyenne |                           |                                                     | 435   | 11,31 | 1    |  |
| | Michel Sergent            | Divers gauche (PS)                                  | 354   | 9,21  | 0    |  |
| Pour un Pas-de-Calais respectueux de toutes ses collectivités                                                             |                           |                                                     | 354   | 9,21  | 0    |  |
| | Marc Boulnois             | Europe Écologie Les Verts                           | 131   | 3,15  | 0    |  |
| Écologistes, progressistes et citoyens                                                                                    |                           |                                                     | 131   | 3,15  | 0    |  |
| | Olivier Delbé             | Front national                                      | 101   | 2,63  | 0    |  |
| Liste Front national pour la défense des communes de France                                                               |                           |                                                     | 101   | 2,63  | 0    |  |
| | Jean-Pierre Pont          | Divers droite (NC)                                  | 87    | 2,26  | 0    |  |
| Avec vous pour le Pas-de-Calais                                                                                           |                           |                                                     | 87    | 2,26  | 0    |  |
| | Monique Delevallet        | Extrême droite (PDF - NDP)                          | 15    | 0,39  | 0    |  |
| Union de la droite nationale                                                                                              |                           |                                                     | 15    | 0,39  | 0    |  |
| | François Dubout           | Divers droite (CNIP - DLR)                          | 3     | 0,08  | 0    |  |
| Liste indépendante pour la défense du Pas-de-Calais et de la ruralité                                                     |                           |                                                     | 3     | 0,08  | 0    |  |
| |                           |                                                     |       |       |      |  |
| Suffrages exprimés | Suffrages exprimés        | Suffrages exprimés                                  | 3 845 | 99,25 |      |  |
| Votes blancs ou nuls | Votes blancs ou nuls      | Votes blancs ou nuls                                | 29    | 0,75  |      |  |
| Total | Total                     | Total                                               | 3 874 | 100   | 7    |  |
| Abstention | Abstention                | Abstention                                          | 59    | 1,50  |      |  |
| Inscrits / participation                                                                                                  | Inscrits / participation  | Inscrits / participation                            | 3 933 | 98,50 |      |  |

### Sénateurs élus
| Sénateur | Sénateur                  | Parti |
| -------- | ------------------------- | ----- |
|          | Dominique Watrin          | PCF   |
|          | Daniel Percheron          | PS    |
|          | Catherine Génisson        | PS    |
|          | Jean-Claude Leroy         | PS    |
|          | Odette Duriez             | PS    |
|          | Jean-Marie Vanlerenberghe | MoDem |
|          | Natacha Bouchart          | UMP   |